# Harold Mayot
Harold Mayot (Metz, 4 de fevereiro de 2002) é um tenista francês que atualmente ocupa o 246º lugar na classificação da Associação de Tenistas Profissionais (ATP). Ele foi o número 1 do mundo na classificação juvenil em 2020, ano em que venceu o Aberto da Austrália na categoria. Fez sua estreia em torneios de Grand Slam em 2020, quando recebeu um convite para disputar a chave de simples e duplas de Roland Garros. Ele ainda não tem títulos profissionais, mas já chegou a uma final de ATP Challenger em 2022, em Tampere, na Finlândia. Ele disputou a  ATP Challenger de St. Brieuc, na França, onde perdeu nas quartas de final para Evan Furness.